# Gabilondo y Cía.
Pour les articles homonymes, voir Gabilondo (homonymie).
 (décembre 2014).
Si vous disposez d'ouvrages ou d'articles de référence ou si vous connaissez des sites web de qualité traitant du thème abordé ici, merci de compléter l'article en donnant les références utiles à sa vérifiabilité et en les liant à la section « Notes et références ».
 (avril 2019).
Gabilondo y Cía., connue aussi sous le nom de Llama, Gabilondo y Cía. S.A., est une compagnie espagnole basque spécialisée dans la manufacture d'armes à feu. Elle a été fondée en 1904 sous le nom Gabilondo y Urresti. Son siège se trouve à Guernica.
Le pistolet Llama ('flame') de Gabilondo y Cía. est un modèle qui sortit d'usine pour la première fois en 1931 et qui fut amélioré au long de toute une suite de variantes au cours du XXe siècle. Ce pistolet connut un tel succès que depuis les années 1950, l'entreprise Gabilondo y Cía. est connue sous le nom de « Llama, Gabilondo y Cía. S.A. », même si ce n'est pas son nom officiel.
En raison de difficultés financières, la société dépose le bilan en 1999.

## Historique
Après la première guerre mondiale, l'entreprise transfère ses locaux à Elgoibar et change son nom en Gabilondo et Compagnie. S'écoulent presque 10 années puis la fabrique est transférée de nouveau à la ville de Vitoria (Alava).
Après la Deuxième Guerre mondiale, la firme change de statut social. Son nouveau nom devient Gabilongo y Cia.SA.
Llama a fabriqué des pistolets et des revolvers à sa marque, ainsi que des pistolets Ruby et d'autres pistolets sous les marques « Tauler » et « Múgica » pour le marché sud-américain. Certains modèles sont des clones du pistolet Colt 1911, et ses calibres vont du 22LR au .45 ACP.
Toutefois certains modèles sont en calibre .38 Super ou 9 mm Largo. Un très bon rapport qualité prix et un vaste choix de modèles dans tous les calibres firent la renommée de la firme. Des détails sur la carcasse tels que le code année de fabrication permettent d'authentifier les productions.

### Année 1970 marché militaire
Durant les années 1970, les militaires espagnols modernisent leurs armements. Llama -Gabilondo entre en compétition, et propose, dans les années 1980, une série appelée Omni. Ce pistolet de grande capacité décliné en 3 versions malgré des innovations intéressantes, ne provoqua que peu d'intérêt. Face à cet échec, elle proposa une arme basée sur le système Walther P38 et Beretta 92 appelée Llama M-82. Ce fut une réussite, l'armée US lança un concours pour équiper leurs troupes en pistolet de 9 mm. Le Llama M-82 passa les tests avec succès, et fut techniquement supérieur à ses concurrents. Mais ce furent les italiens de Beretta qui raflèrent ce gigantesque marché en se montrant beaucoup plus commerciaux. Malgré ce revers, le pistolet fut adopté par l'armée Espagnole ainsi que par des pays d'Amérique du Sud. Les exportations furent importantes car l'arme jouissait d'une excellente réputation grâce à sa précision, leurs prix étaient très supérieurs aux pistolets Beretta 92. Une version sportive vit le jour sous l'appellation Llama M-87.

### Années 1990, années euphoriques?
1994 : fabrication des modèles à grande capacité pour faire face aux grands succès du 1911 de Para-Ordnance.
La réplique fut le modèle IX-C, modèle entièrement en acier, pourvu d'un chargeur à double colonne de 13 cartouches, de plaquettes en néoprène, de sécurités multiples dont celle du percuteur (un système très au point qui permit aux produits Llama d’être approuvés par le service des douanes US). Ce pistolet fut aussi produit dans trois autres calibres, 9 mm Parabellum, .38 Super, .40 S&W.
Ce fut un succès en partie terni par une loi appelée « Crime Bill » qui limita la contenance des chargeurs à 10 cartouches et donc l'intérêt de tels armes.
De dimension plus réduite et chambré en deux calibres, le .45 ACP (contenance de 13 cartouches) et le 9 mm Parabellum (contenance 15 cartouches), le modèle IX-D apparut par la suite.
En 1995, la firme sort un pistolet simple action. La forme est celle d'un 1911 A1 avec une esthétique personnalisée. Par la suite, face à la demande de cet immense marché, elle se lance dans l’innovation d'armes de fort calibres et compactes. La première de la série sera le Max-I C /F ou Max-I compact, un pistolet dérivé du Max-I dans des proportions réduites.
Le Llama Mini-Max (acronyme de Minimum dimension, Maximum puissance) sera plutôt réussi. Décliné en trois calibres, 9 mm Parabellum (8 cartouches), .40 S&W (7 cartouches), .45 ACP 6 (cartouches), avec en prime une excellente précision pour ce genre d’arme aux dimensions réduites, ce sera un véritable succès. Face à cet engouement, Llama Gabilondo y Cia SA redessine le modèle en 1997 et en fait une version encore plus compacte nommée Mini-Max II. La prouesse résidera dans la puissance de feu de 12 cartouches de calibre 45 ACP dans un si petit pistolet.
Début 1997, la série des Llama III-A touche à son terme et est remplacée par de nouveaux modèles appelés Micro-Max dont le fonctionnement et l'aspect sont absolument identiques au mythique Colt 1911. Le canon est aussi un système browning à biellette, 3 calibres seront proposés, 22 LR, 32 ACP, 380 ACP et ce en plusieurs finitions : chrome, argent, bronze etc.
Si le début des années 1990 marqua une période d'euphorie, la fin quant à elle, se révélera plus tragique. La société Llama Gabilondo y Cia SA à la suite de difficultés financières déposera son bilan et fermera ses portes en 1999.
Un groupe de salariés décide alors de se monter en coopérative et crée la société « Fabrinor Arma corta & Microfusion SA » et poursuit la production des pistolets Llama. Malgré son grand dynamisme et la rentabilité désormais acquise, l'énorme passif financier de feu Llama Gabilondo grèvera l'activité et le refus d'un moratoire des dettes par les créanciers en 2003 conduiront à son tour les repreneurs à fermer boutique.

## 1904 /Bufalo et pistolet Danton
En 1904, à la naissance de la société, Gabilondo y Urresti fabriquait des copies de révolvers Nagant, ainsi que des révolvers police Colt, et des révolvers vélodog sous sa propre marque. La firme produisait des pièces d'armureries pour d'autres sociétés.
Dans les années 1910 et 1915, la compagnie qui se nommait alors Gabilondo y Urresti fabriqua des petits pistolets dans des petits calibres, 25 ACP nommé Radium. Ce sont principalement des pistolets semi-automatiques à culasse non calée de type hammerless (sans chien), et des chargeurs détachables d'une contenance de six cartouches.
Elle fabriqua aussi des clones du Browning M1903, en deux calibres 6,35 et 32 ACP contenance de six cartouches, qu'elle fera évolués vers le futur Ruby d'une capacité de neuf cartouches de 7,65 mm.
Un succès inattendu fut les Bufalo et les Danton, copies du pistolet Browning M1910. Ce pistolet fut produit en trois calibres, le 25 ACP seulement pour les Danton, 32 ACP, 380 ACP. Le Bufalo fut produit de 1919 à 1925, et fut un pistolet très populaire. Une seule armurerie à Barcelone vendait 100 pistolets par jour. Les ventes à l'exportation furent aussi exceptionnelles. La série et la fabrication cessent en 1933.

## Ruby
En 1914 la firme crée un modèle de pistolet, le Ruby, en calibre 32 ACP et avec une contenance de 9 cartouches. Les autorités françaises signeront un contrat en 1915 pour la fabrication et la livraison de pistolets Ruby. Après l'agrément des services des armées françaises, ceux-ci demandèrent la fourniture de 10 000 pistolets Ruby par mois. Un an après, le contrat fut porté à 30 000 pièces. La firme dut se résoudre à sous-traiter pour satisfaire la commande. Quatre manufactures d'armes résidant à Eibar furent intéressées par la proposition, il s'agit :
- Armeria Elgoibaressa y Cia, sous la marque Lusitania
- Echealasa y Vincinai y Cia
- Hijos de Angel Echeverria y Cia
- Iraola Salaverria y Cia.

Le contrat stipulait que chaque compagnie devait livrer 5 000 Ruby par mois. Les autorités françaises furent toujours satisfaites de ces produits, la qualité de production ne fut jamais démentie, il n'en fut pas de même avec d'autres fabricants.
Les estimations de production Gabilondo sont de 250 000 à 300 000 pièces du pistolet Ruby. Ironie du sort, pendant la guerre civile espagnole, Gabilondo continua à produire des pistolets Ruby avec des différences majeures. Tout d'abord, il fut chambré en 6,35mm et ses dimensions furent réduites pour qu'il soit porté discrètement sous les vêtements. La version chambrée en 7.65mm (.32 ACP) vit le jour en 1928 et fut produite jusqu'en 1933 : le Ruby. Elle se caractérisait par un chargeur de 20 cartouches, un canon plus long, un sélecteur pouvant tirer en rafale et semi-automatique. Cette curiosité fut donnée à des soldats volontaires des Brigades internationales pendant le conflit espagnol 1936-1939.

## Marque Tauler, Mugica
Dans les années 1930, la firme Gabilondo va fabriquer sous la marque « Tauler » et « Mugica » des pistolets qui vont être importés dans le monde entier, principalement en Amérique du Sud.
Tauler était un sportif espagnol de tir sur cible, médaillé Olympique qui créa sa propre marque et la distribua. Faisant partie des services secrets espagnols, il usera de ses relations pour l'achat de pistolets LLama sous sa propre marque « Tauler ». En 1933 ceux-ci opteront pour le Llama II en calibre 380 ACP, pistolet compact de petite taille et de faible poids ressemblant au Colt 1911. Son faible encombrement et la puissance du calibre 9 mm court en feront un incontournable de ces services aux missions particulières. De nos jours, les fonctionnaires de ces services utilisent encore ces pistolets ; le modèle Llama III et le Star S en 9 mm court faisant toujours partie de leurs panoplies.
Modèles pistolets ""Tauler"" : 1933/1935
| Tauler Modèle | Llama Équivalence | Description                                                           |
| ------------- | ----------------- | --------------------------------------------------------------------- |
| I             | I                 | 7.65/.32 ACP : petit pistolet sans poignée sécurité                   |
| II            | II                | 380 ACP, petit pistolet sans poignée sécurité                         |
| III           | III               | 380 ACP, petit pistolet avec poignée sécurité (idem Colt 1911)        |
| IV            | IV                | 9 mm Largo pistolet de service sans poignée sécurité                  |
| V             | VII               | Identique au modèle IV calibre .38 Super                              |
| P             | VIII              | 9 mm Largo pistolet de service avec poignée sécurité (idem Colt 1911) |

Un autre importateur fut Mr José Cruz Mugica résidant à Eibar. Entre 1930 et 1954 il importa dans le monde entier les pistolets et revolvers de différents fabricants sous sa marque « Mugica».
Modèles pistolets ""Mugica"" : 1930/1954
| Mugica | Llama       | Description                                                            |
| ------ | ----------- | ---------------------------------------------------------------------- |
| 101-G  | X-A         | 7.65/32 ACP petit pistolet avec poignée sécurité (idem Colt 1911)      |
| 101    | X           | Identique au 101-G/X-A mais sans poignée sécurité                      |
| 105-G  | III-A       | calibre 380 ACP avec poignée sécurité et bande ventilée sur la culasse |
| 105    | III         | Identique au 105-G/X-A mais sans bande ventilée                        |
| 110-G  | VIII        | 9 mm largo pistolet de service avec poignée sécurité (idem Colt 1911)  |
| 110    | VII         | Identique au 110-G/VIII avec poignée sécurité (idem Colt 1911)         |
| 120    | XI Especial | 9 mm Parabellum pistolet de service mais sans poignée sécurité         |
| Mugica | Perfect     | Type Ruby calibres 25 ACP et 32 ACP                                    |

## Production et modèles
Radium : En 1910, création d'un pistolet semi-automatique à culasse non calée de type hammerless (sans chien), fabriqué en calibre 25 ACP, chargeur de six cartouches. Une particularité, la plaquette de la poignée pistolet glisse, ce qui permet de voir le nombre de cartouches restant dans l'arme. Ce modèle de fabrication complexe cessa en 1915.
Danton : En 1919, création d'un pistolet semi-automatique copie du modèle FN Modèle 1910 à culasse non calée de type hammerless (sans chien), fabriqué en calibre 25 ACP, 32 ACP, 380 ACP.
Bufalo : En 1919, création d'un pistolet semi-automatique copie du modèle FN Modèle 1910 à culasse non calée de type hammerless (sans chien), fabriqué en calibre 32 ACP, 380 ACP. La production cessa en 1925.
Ruby Plus Ultra : Fabrication de 1928 à 1933, pour un usage policier.
À partir de 1933, la firme se met à produire des pistolets compacts. Ce fut la série des Llama I, Llama II, Llama III ressemblant à des Colts 1911, en différents calibres. Le succès fut immédiat, les services administratifs de l'époque, à la veille de la guerre civile, se dotèrent de ces fameux pistolets au port des plus discrets.
Llama I : pistolet de calibre 32 ACP, commercialisé en 1933, fin de production en 1936.
Llama II : pistolet de calibre 380 ACP, fin de production en 1936.
Llama III : pistolet de calibre 380 ACP fabrication 1936 jusqu'en 1954
Llama III "ESPECIAL" : Pistolet réglementaire pour police et autres services, identique au modèle Llama III
Llama III-A : pistolet de calibre 380 ACP fabrication 1954 jusqu'en 1997.
Llama IV : pistolet de calibre 9 mm Largo, clone du Colt 1911 sans la pédale de sécurité, commercialisé en 1931.
Llama V : pistolet de calibre .38 Super
Llama VI : Même apparence, de légers détails le différencient du Llama V.
Llama VII : pistolet de calibre .38 Super
Llama VIII : pistolet de calibre .38 Super, fabriqué de 1955 à 1985, même apparence que le Llama VII sécurité sur la poignée comme sur un Colt 1911 A1. Une version grosse capacité avec modifications des plaquettes en néoprène existe sous la référence Llama VIII-Ccontenance du chargeur 18 cartouches. Une autre, avec des plaquettes bois entièrement quadrillées, est référencée "Llama" EXTRA, contenance 7 cartouches.
Llama IX : pistolet de calibre .45 ACP, fabriqué en 1936, remis en production en 1954, clone du Colt 1911. Une variante Llama IX-A avec poignée néoprène fabrication 1985.
Llama IX-C : 1994 modèles grandes capacités, .45 ACP contenance 13 cartouches, .40 S&W, .38 Super, 9 mm parabellum
Llama IX-D :Pistolet identique au Llama IX-C mais de dimensions réduites..45 ACP contenance 13 cartouches, 9 mm parabellum contenance 15 cartouches.
Llama X-A : même apparence, calibre 32 ACP, commercialisé en 1954. 
Llama XI : Especial le premier pistolet espagnol chambré en 9 mm Parabellum commercialisé en 1930, remis en production en 1954. Un des pistolets mythiques de la guerre civile Espagnole ; il fut aussi parachuté dans les maquis de la résistance française pendant la Deuxième Guerre mondiale.
Llama XI-B : calibre 9 mm Parabellum, identique au Llama XI, de légères différences, produit dans les années 1980/1990.
Llama XII-B : calibre .40 SW
Llama XV : Especial, calibre 22 LR, même pistolet que le Llama III mais dans un calibre différent.
Llama XVI : Identique au modèle XV, finition haut de gamme (chrome ou argent voire or) et souvent de la gravure.
Llama XVII : calibre 22 LR court, fabriqué de 1963 à 1969 appelé aussi Exécutive model. C'est le dernier compact que la firme créa, il est considéré comme minuscule.
Llama XVIII : calibre 25 ACP, fabriqué en 1963
Llama XIX : calibre 380 ACP, fabriqué en aluminium d'aviation, ce qui réduit le poids à 141 g. 
Omni I : 1980 environ, calibre .45 ACP
Omni II : calibre 9 mm parabellum, contenance chargeur 9 cartouches
Omni III : calibre 9 mm parabellum, contenance chargeur 13 cartouches
Llama M-82 : calibre 9 mm Parabellum
Llama M-87 : calibre 9 mm Parabellum
Llama Max-1 :1995, calibre 9 mm Parabellum contenance 9 cartouches, .40 S&W contenance 8 cartouches, .45 ACP contenance 7 cartouches
Llama Max-1-L/F : calibre .45 ACP, produit en 1995, c'est l'exacte réplique du Colt 1911
Llama Max-2-L/F : calibre .38 Super, c'est une réplique du Colt 1911 dans un calibre pour compétition IPSC, (International Practical Shooting Confederation).
Max-I C/F ou Max-I compact : calibre .45 ACP
Llama Mini-max : calibre .45 ACP contenance chargeur 6 cartouches, .40 S&W contenance chargeur 7 cartouches, 9 mm parabellum contenance chargeur 8 cartouches.
Llama Mini-max II : calibre .45 ACP contenance chargeur 12 cartouches
Llama Micro-max :calibre 22 Lr, calibre 32 ACP, calibre 380 ACP, fabriqué en 1997

## Gabilondo: les Revolvers
Série « Ruby Extra » production 1955 à 1970, ce sont des copies de Smith & Wesson M&P, très populaires aux Philippines.
Modèle XII : revolver de calibre .38 Special canon de 5 pouces
Modèle XIII : revolver de calibre .38 Special canon de 4 et 6 pouces, une barre ventilée, des organes de visée réglables.
Modèle XIV : revolver de calibre 32 ACP et 22 LR canon de 2 ; 4 ou 6 pouces.
Série "Martial" production 1969, ce sont des copies de Smith&Wesson
Llama Martial : revolver de calibre .38 Special canon de 2/4/6 pouces, poids 0,964 kg ; 1,07 kg ; 1,162 kg. Organe de visée réglable. Un revolver similaire, chambré en .38 Special, appelé « MARTIAL POLICE ». Produit sous licence par les Indumil colombiennes.
Modèle 22 : revolver de calibre .38 Special
Modèle 26 : revolver de calibre 22 LR carcasse acier double action.
Modèle 27 : revolver de calibre 32 ACP
Modèle 28 : revolver de calibre 22 LR carcasse aluminium
Modèle 30 : revolver de calibre 22 Magnum
Modèle 29 : revolver de calibre 22 LR
Modèle 32 : revolver de calibre 32 ACP
Série « Comanche » production 1975, ce sont des copies de Smith&Wesson dans des calibres plus importants : 357 Magnum, 44 Magnum mais aussi en 22 LR, .38 Spécial ce qui nécessita des carcasses plus dimensionnées. Llama a produit également de petits revolvers, Scorpio et Picolo, dans des calibres populaires 22LR et 32 S&W. La particularité des revolvers Llama est la sécurité du percuteur qui se trouve logée dans la carcasse; bien avant ses concurrents elle innova donc dans des revolvers aux sécurités multiples.